# Peter Legendre

Peter Legendre

Peter Legendre (* 17. Oktober 1866 in Völklingen; † 3. Oktober 1924 in Darmstadt) war ein deutscher Politiker (Zentrum).

## Leben und Wirken
Nach dem Besuch der Volksschule und der Realschule wurde Legendre zum Bankkaufmann ausgebildet (Bank- und Hypothekenwesen, Genossenschaftswesen und Volkswirtschaft). 1896 wurde er Rendant des Trierischen Genossenschaftsverbandes und Vorstandsmitglied dieses Verbandes. 1902 folgte die Ernennung Legendres zum Direktor dieses Verbandes.
1898 wurde Legendre Vorstandsvorsitzender des Viehversicherungsverbandes der Stadt Trier. Ein Jahr später, 1899, wurde er zudem Vorstandsvorsitzender des Trierischen Winzervereins (Vereinigung von Winzern und Winzergenossenschaften). Von 1900 bis 1904 amtierte er als Vorsitzender des Bankbeamtenvereins und Vorstandsvorsitzender der Baugenossenschaft für Arbeiter und Handwerker.
Legendre war ferner Aufsichtsratsvorsitzender der Konsum-Brauerei und des Hefewerks Geislautern. 1918 wurde er Aufsichtsratsmitglied des Zentralverbandes der Bauernorganisationen Deutschlands.
Von Januar 1919 bis Juni 1920 saß Legendre als Abgeordneter der katholischen Zentrumspartei für den Wahlkreis 21 (Regierungsbezirk Koblenz und Trier) in der Weimarer Nationalversammlung.